# Kanadai aranygyökér
A kanadai aranygyökér (Hydrastis canadensis) a boglárkavirágúak (Ranunculales) rendjének boglárkafélék (Ranunculaceae) családjába tartozó növényfaj.

## Jellemzése
Az Észak-Amerikából származó növény szára 30–40 cm hosszú, végén szétterülő levelekkel. Apró, piros virága a virágzati tengely végén helyezkedik el. Aranysárga színű allevelei vízszintesen terülnek el, gyökerei vékonyak. Íze nagyon keserű.

## Gyógyhatása
A növény összetevőinek vérzéscsillapító és vérnyomást emelő hatása (amint a legújabb kutatások is bizonyították) régóta ismert. A benne található alkaloidok szüléskor elősegítik a méh izomzatának összehúzódását. Hatással van az immunrendszerre, emeli az immunglobulinok szintjét.

## Felhasználása
A kanadai aranygyökér hatékony a vénás keringési elégtelenség okozta panaszok kezelésére, különösképpen a nőgyógyászatban (menstruációk közötti vérzéseknél). Gyakran más, vénákra ható növényekkel, például az őszi csodamogyoróval együtt, az aranyér, a visszeres panaszok és a lábfájás kezelésére is alkalmazható.
A kanadai aranygyökér nagy mennyiségben mérgező, magas vérnyomást és idegrendszeri görcsöket okoz, ezért a növény csak orvosi rendelvényre használható!